# Boysun
Boysun es una ciudad de Uzbekistán, en la provincia de Surjandarín. Centro administrativo del distrito homónimo. Localizada al sudoeste de los montes Hissar.

## Demografía
| Gráfica de evolución de Boysun entre 1959 y 2010 |
|                                                  |
| Fuente:Citypopulation.                           |